# PL-01
PL-01とは、BAEシステムズとの提携によってOBRUM(機械装置研究開発センター)が製造したポーランドの軽戦車、装甲戦闘車両である。「ステルス戦車」と報じられている。

## 概要
試作車輌の計画が明らかとなったのは2013年9月2日、キェルツェの国際防衛産業展が初である。完全な試作車輌の完成は2016年になり、量産は2018年になると計画されていた。またこの計画は結論が出され、評価に続いて承認されなければならない。開発は中止され量産はされなかった。。

## 設計
PL-01のレイアウトは　現代の標準的な主力戦車と同様であり、操縦手は車輌の前部に位置し、また車輌の後部には無人の砲塔が据えられている。車体の内部に車長と砲手がおり、車体の後部には4名の兵員を乗せられる。本車輌の車体はCV90が基となっている。
この車輌の装甲はモジュラー式のセラミック－アラミド装甲である。車体と砲塔の前面内部に配されるものとして、NATOの標準規格であるSTANAG 4569付属文書Aの、レベル5+に適合する防御力を与えるよう設計されている。増加装甲パネルは砲塔と車体に取り付けられ、これらは発射体に対して完全な防護を発揮するよう設計されている。本車輌の車体はIEDと地雷に対しても防護を与える。これは標準規格であるSTANAG 4569の付属文書B、パート4aと4bに適合する。車輌全体は電波吸収材料で覆われている。
PL-01は、出力940hp以上のディーゼルエンジンに、トルクコンバータ、オートマチック式の変速装置、さらに操縦補助機構を組み合わせて装備することとしている。緩衝装置は7組の転輪を用い、このうち前方の転輪2組と、最後方の転輪2組に装備されたトーションバーの車軸はアクティブダンピング能力を持つ。この車輌の速度は舗装路上で最高70km/hに、また不整地上では最大50km/hの領域に達する。本車は30度の傾斜や堤、幅2.6mの壕を克服する。また準備を何もしなくとも1.5mまでの深さの河川障害を徒渉し、準備状態では5mまでの深度を渡れる。

## 兵装
PL-01の主兵装は、無人砲塔に備えられた105mmもしくは120mm口径の砲である。これはNATOの標準規格に適合する。砲は、従来型の弾薬と対戦車誘導ミサイルの双方の射撃が可能とされる。自動装填装置は6発毎分の射撃率を確実な物とする。この車輌は45発の砲弾を携行し、うち16発は砲塔内部のスロットに配置され、射撃に即応できる。残りの砲弾は車体のコンパートメントに保管される。この戦車はまた、7.62mm口径のUKM-2000C機関銃で武装し、携行弾薬は1,000発である。
追加装備は遠隔操作モジュールに組み込まれる予定である。現在の設計には7.62mmもしくは12.7mm口径の機関銃に750発の弾薬を携行すること、また40mm擲弾発射器と400発の弾薬の携行が含まれている。アクティブ防護システムも装備され、飛来するミサイルを迎撃する。また発煙弾発射器が砲塔内に組み込まれる。
すべての機材は電子制御される。観測・照準システムにはレーザー測距装置、昼夜間カメラが用いられる。第三世代の熱映像処理が行われ、スクリーンに視覚データが表示される。

## 装備
PL-01は砲塔内部と車体に消火システムを装備すると推測され、他に車内無線通話システム、アクティブ対発射体防護システム、戦場管理システム、排気冷却システム、熱遮蔽システム、空調フィルターを備えるとされる。搭乗員には、付近で起こる爆発の物理的効果を最小限化する特別な座席が与えられる。加えて、本車輌には衛星航法システムと敵味方識別装置を搭載する可能性がある。

## 派生型
直接火力支援任務に加え、本車は指揮車輌、装甲補修車輌、地雷除去車輌としても構成することができる。